# Talassaari (ö i Norra Karelen, Joensuu, lat 63,08, long 31,01)
Talassaari är en halvö i Finland. Den ligger i sjön Naarvanjärvi och i kommunen Ilomants i den ekonomiska regionen  Joensuu ekonomiska region  och landskapet Norra Karelen, i den östra delen av landet, 400 km nordost om huvudstaden Helsingfors.